# Gotenburg (Schriftart)

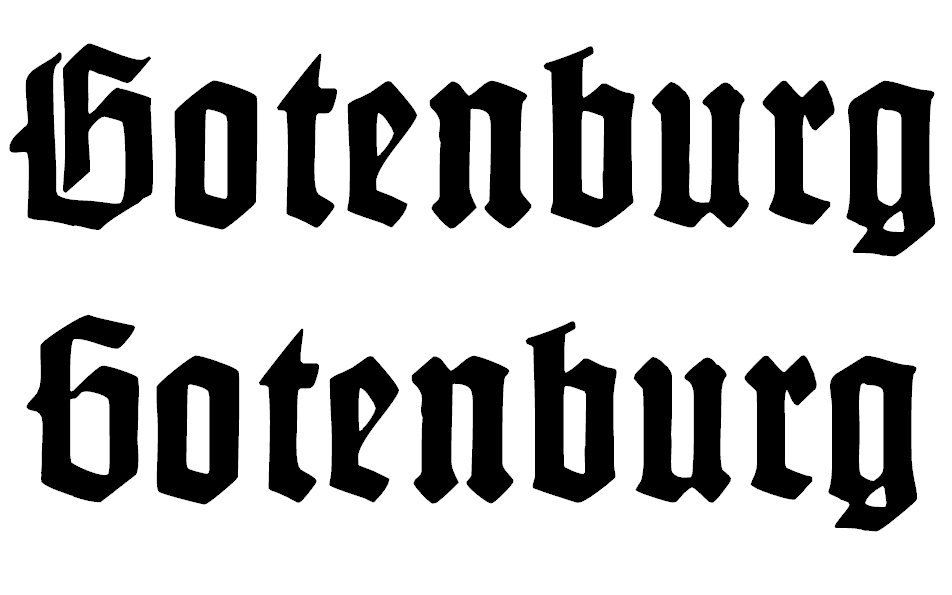
Schriftmuster: Gotenburg
(oben: Garnitur A; unten: Garnitur B)

Gotenburg ist eine Gebrochene-Grotesk-Schriftart, die 1935 bis 1937 von Friedrich Heinrichsen im Gefolge der Tannenberg für die Schriftgießerei D. Stempel AG entworfen wurde. Sie ist einfach strukturiert und sehr schmal laufend. Als Akzidenzschrift wurde sie in erster Linie als Plakatschrift oder zur Beschriftung von Schildern verwendet. Die Gotenburg ist nicht zu verwechseln mit der Gothenburg Fraktur.
Der Name leitet sich wahrscheinlich vom alten deutschen Namen der schwedischen Stadt Göteborg ab.

## Zitat
„Die eigentlich, die typischen »deutschen« Schriften im Sinne der Nazis waren eher nicht die tradierten oder die neu geschaffenen Renaissance-Fraktur-Schriften; es waren vielmehr harte, pseudogotische Schriften, die mit Fraktur oder Schwabacher formal so gut wie nichts zu tun hatten. Sie verhielten sich zur sensiblen Textura wie die Grotesk zur Antiqua. Die Schriften trugen Namen wie »Tannenberg«, »National«, »Gotenburg« u. ä. Die Setzer nannten sie ironisierend »Schaftstiefelgrotesk«.“

## Schnitte
Von der Gotenburg existieren sechs verschiedene Schnitte. Diese teilen sich auf in die zwei Garnituren Gotenburg A und Gotenburg B mit je 3 Schriftstärken. Die Gotenburg A hat im Gegensatz zur Gotenburg B Zier-Majuskeln.
| Schriftname          | Erstguss | kleinster Schriftgrad | größter Schriftgrad |
| -------------------- | -------- | --------------------- | ------------------- |
| Gotenburg A halbfett | 1935     | 9 pt                  | 84 pt               |
| Gotenburg B halbfett | 1935     | 6 pt                  | 84 pt               |
| Gotenburg A          | 1936     | 6 pt                  | 48 pt               |
| Gotenburg B          | 1936     | 6 pt                  | 48 pt               |
| Gotenburg A fett     | 1937     | 12 pt                 | 72 pt               |
| Gotenburg B fett     | 1937     | 12 pt                 | 72 pt               |